# Sumitomo Corporation of America
Sumitomo Corporation of America — универсальная торговая компания, ведущая свою деятельность в Северной Америке. Помимо торговли занимается дистрибуцией, управлением проектами, цепочками поставок, передачей технологий и многим другим. Входит в кэйрэцу Sumitomo.

## История
Компания была основана в 1952 году как дочерняя компания японской сого сёся компании Sumitomo Corporation под названием Sumitomo Shoji America, Inc. В 1978 году название было изменено на современное Sumitomo Corporation of America.

## Компания сегодня
Бизнес компании сосредоточен в нескольких основных сегментах: дистрибуция, передача технологий, управление проектами, цепочками поставок, торговля и транспорт.